# Друштво истраживача Владимир Мандић Манда
Друштво истраживача „Владимир Мандић - Манда“ је организација, отворена свима који цене и воле природу и истраживања. Ова организација окупља младе који су радознали, који желе да своја знања стално употребљавају и да открију нове чињенице и тиме обогате друштво у ком живе.

## Историјат друштва
Клуб Младих истраживача је основан 16. фебруара 1969. године у Ваљеву, а основала га је група младих ентузијаста спремних за истраживање и откривање неоткривених тајни природе. У почетку свог постојања, Клуб је имао следеће истраживачке групе: спелеолошку, биолошку, етнографску, социолошку, туристичку и групу за програм исхрана у природи. Прокрстарили су Дурмитором; истражили Ваљевске планине; радили у Азбуковици; прочули се упорношћу на Мљету, Копаонику и Повлену. Јели су и змије и мраве, пили чај од листа јагоде, мајчине душице, сркали сок од борових иглица...
Дана 29. јула 1969. године десила се страшна несрећа на Дурмитору, где су чланови Клуба младих истраживача реализовали двадесетодневну летњу акцију. Тог дана је трагично преминуо члан спелеолошке групе Владимир Мандић Манда. У сећање на њега, 1. августа 1969. године, одлучено је да Клуб младих истраживача носи његово име. Наредне године, Клуб прераста у Друштво.
До сада је кроз Друштво прошло преко 6000 младих ентузијаста. Они су били чланови једне од, до сада постојећих 18 група и то: археолошка, група за исхрану у природи, флора, етнолошка, етно-музиколошка, геолошка, спелеолошка, орнитолошка, стоматолошка, еколошка, фото-служба, астрономска, биолошка, ветеринарска служба, историјска, туристичка и географска група и подмладак.
Чланови Друштва истраживача „В. М. Манда“ су идејни творци Републичке конференције Младих истраживача Србије (МИС), која је почела са радом 1976. године. Из овог Друштва је потекла и идеја о оснивању Истраживачке станице Петница, основане 14. септембра 1982. године. „Срећни смо што је поред наше Петничке пећине никла прва Истраживачка станица - извориште нових идеја и нови квалитет акције и организације младих истраживача“, говорили су у то време чланови спелеолошке групе.

## Истраживачке акције и пројекти
Једна од првих значајнијих акција чланова спелеолошке групе Клуба младих истраживача Ваљева била је истраживање пећине Шупља липа, у селу Робаје, десетак километара удаљеном од Ваљева. Они су, у ствари, били први људи који су се спустили у дубину те занимљиве пећине.
Колико су чланови Друштва истраживача били активни доказују и многобројни реализовани пројекти од којих су најзначајнији: Експеримент на Дурмитору који је реализован од стране чланова групе за исхрану у природи, затим спелеолошка група је истражила преко 11 спелео-објеката за туристичке сврхе, археолози си истраживали Петничку пећину, биолози су бележили добре резултате у сакупљању, препарирању и детерминисању нових врста. Али, то су само неки од важнијих пројеката које су реализовали чланови Друштва у том периоду.
Активностима Друштва се изражавају разноврсна и конкретна интересовања младих за научно истраживачки рад са циљем да млади, на темељима науке и културе, прошире своја знања о природии животној средини, доприносе развоју Друштва и науке.

## Рекли су о Друштву
"Да, нас 250 смо аматери и то ћемо увек и остати“ - уверавао је све са поносом Душан Михајловић, први председник овог друштва. „Иако друштво нема амбиције да прерасте у научну институцију, оно нема ни болесну жељу да се лиши помоћи научника: тежимо истинском споју полетности, младалачког нестрпљења и смирене мудрости старијих. Тежњу и остварујемо - имамо познате стручне сараднике и саветнике."